# Beas

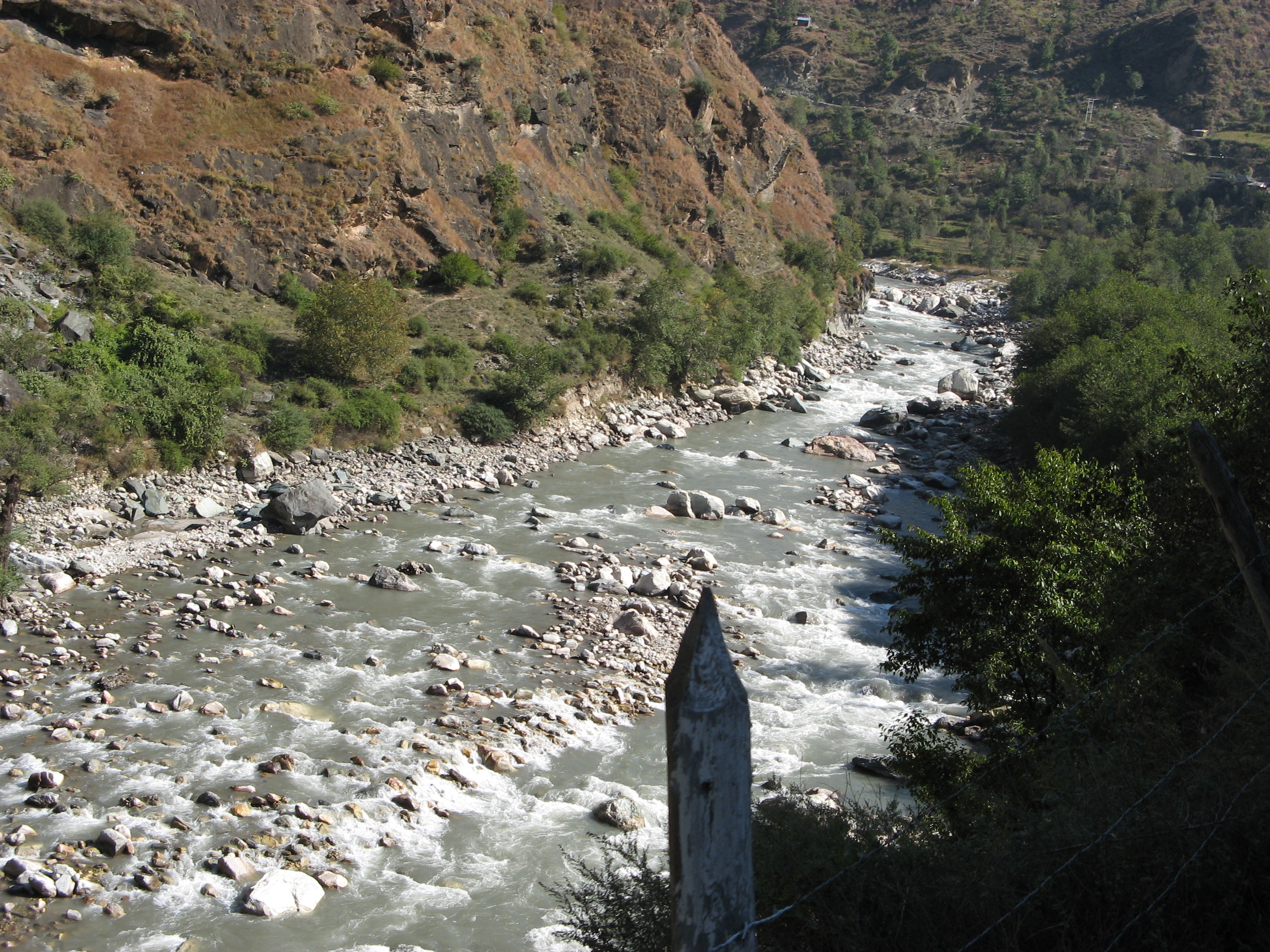
Beas

Beas (Bias), en av de fem floderna i Punjab som gett området sitt namn Punjab de fem strömmarna. Floden upprinner i västra Himalaya och sammanflyter med Sutlej efter 475 km lopp, 50 km söder om Amritsar.
Floden är även känd under sitt grekiska namn Hyphasis; floden var den ungefärliga gränsen för Alexander den stores invasion av Indien år 326 f.Kr. Idag är flodens forsar ett resmål för sin forsränning.